# Acido lamenallenico
L'acido lamenallenico è un acido grasso lineare con formula di struttura: CH3-CH=CH-(CH2)8-CH=C=CH-(CH2)3-COOH. Si tratta di uno dei rari acidi grassi allenici rilevabili in natura, probabilmente biosintetizzato dall'acido laballenico.
Alcuni autori hanno attribuito al doppio legame in posizione 16=17 la configurazione cis. 
Il gruppo allenico è responsabile della marcata attività ottica ([α]D20 = −47°) dell'acido lamenallenico. L'acido lamenallenico è levogiro con configurazione (R).
È stato isolato per la prima volta da Mikolajczak, Rogers, Smith, e Wolff, nel 1967, nell'olio di semi del Lamium purpureum (10-16%), una pianta della famiglia delle lamiaceae. Si trova anche nell'olio di semi di altre lamiaceae: Lamium maculatum (≈ 8%), Lamium album (≈ 5%), Lamium amplexicaule (≈ 5%).